# .online
.online is een generiek topleveldomein (gTLD) in het Domain Name System van het internet voor online diensten en producten, winkels, blogs en andere online activiteiten. Het wordt uitgesproken als 'dot-online'. Sinds 2015 is deze domein extensie beschikbaar voor het registreren van domeinnamen. Het behoort net als .amsterdam, .shop en .app tot de nieuwere generatie topleveldomeinen.